# Ascogrammitis pichinchae
Ascogrammitis pichinchae là một loài dương xỉ trong họ Polypodiaceae. Loài này được Sodiro Sundue mô tả khoa học đầu tiên năm 2010.